# Liste der Monuments historiques in Le Vigeant
Die Liste der Monuments historiques in Le Vigeant führt die Monuments historiques in der französischen Gemeinde Le Vigeant auf.

## Liste der Bauwerke
| Bezeichnung       | Beschreibung                  | Standort | Kennzeichnung | Schutzstatus | Datum | Bild |
| ----------------- | ----------------------------- | -------- | ------------- | ------------ | ----- | ---- |
| Kirche St-Georges | Erbaut im 11./12. Jahrhundert | (Lage)   | PA00105773    | Classé       | 1907  |      |

## Liste der Objekte
- Monuments historiques (Objekte) in Le Vigeant in der Base Palissy des französischen Kultusministeriums